# 刑警弓神
《刑警弓神》是日本漫畫家井浦秀夫創作的漫畫作品。於小學館漫畫雜誌《Big Comic Original》2016年10号開始連載。
2017年由富士電視台改編成電視劇。

## 劇情簡介
弓神適當是浮世署刑事課強行犯係的刑警，職級為巡査部長，過去曾獲得「警視總監賞」的他，因為「連續殺人小説家事件」而被認為人格有問題，於是被調到分署。然而他擁有敏銳的觀察力，不會先入為主，無論對方是國會議員還是有10次前科的犯人，都會一視同仁，引出對方的真心話，從中看破犯罪者的心，為此他經常進行違法的搜查及不顧他人感受，是獨特的存在。他的拍檔羽生虎夫是巡査長，和弓神相反他是個正義感強的認真刑警，為人帶點腹黑，他一直想提升逮捕率，覺得弓神的違法搜查會阻礙他的目標於是加以阻止，但他不自覺地會支援弓神的行動，為了解決案件而協助他，二人就此組成奇妙的凹凸拍檔。

## 登場人物
弓神 適當（ゆがみ ゆきまさ）
主角。浮世署刑事課強行犯係的刑警，職級為巡査部長。
羽生 虎夫（はにゅう とらお）
弓神的拍檔。浮世署刑事課強行犯係的刑警，職級為巡査部長。非常有正義感
菅能 理香（かんの りか）
弓神的上司。浮世署刑事課強行犯係的係長，職級為警部補。曾經是弓神的下屬
多多木 舉男（たたき あげお）
浮世署刑事課強行犯係的刑警，職級為巡査部長。
町尾 守（まちお まもる）
浮世署刑事課強行犯係的刑警。
立浪 才子（たつなみ さいこ）
浮世署刑事課強行犯係的刑警，職級為巡査。
江利戸 立身（えりと たつみ）
浮世署刑事課強行犯係的刑警，職級為警部。
猿渡（さるわたり）
盜竊犯。
横島 不二實（よこしま ふじみ）
小説家。

## 出版書籍
| 卷數 | 小學館 | 小學館         | 小學館                 |
| 卷數 | 副標題 | 發售日期       | ISBN                   |
| ---- | ------ | -------------- | ---------------------- |
| 1    |        | 2016年10月28日 | ISBN 978-4-09-187895-3 |
| 2    |        | 2017年6月30日  | ISBN 978-4-09-189541-7 |
| 3    |        | 2017年9月29日  | ISBN 978-4-09-189653-7 |
| 4    |        | 2018年1月30日  | ISBN 978-4-09-189789-3 |
| 5    |        | 2018年8月30日  | ISBN 978-4-09-860073-1 |
| 6    |        | 2018年12月27日 | ISBN 978-4-09-860160-8 |
| 7    |        | 2019年6月28日  | ISBN 978-4-09-860326-8 |
| 8    |        | 2019年11月29日 | ISBN 978-4-09-860496-8 |

## 電視劇
《刑事弓神》，為2017年10月12日至12月14日毎週四晚間10:00－10:54於富士電視台聯播網的「富士電視台週四連續劇」時段播出的連續劇，由淺野忠信主演。香港由ViuTV的OTT平台於2018年2月17日至2018年5月5日播出。

### 登場人物

#### 主要人物
弓神 適當 - 淺野忠信（粵語配音：何偉誠）
羽生 虎夫 - 神木隆之介（粵語配音：梁皓翔）
多多木 舉男 - 仁科貴（粵語配音：黃志明）
町尾 守 - 橋本淳
河合 武 - 澀川清彥（粵語配音：鄧燦陽）
和美的父親。橫島的代筆作家。
河合 伊代 - 酒井美紀（粵語配音：楊婉潼）
和美的母親。
冰川 和美 - 山本美月（少女期：牧野羽咲）
舊姓河合。連續劇原創角色。
橫島 不二實 - 小田切讓（粵語配音：馮瀚輝）
菅能 理香 - 稻森泉（粵語配音：王慧珠）
浮世署 署長 - 岩松了

#### 客串
第1話
坂木 望 - 杉咲花（粵語配音：楊婉潼）
浮世車站職員。羽生中學時代的同級生
澤谷 薫子 - 小倉優子（粵語配音：陳雪瑩）
澤谷的妻子。
澤谷 - 岡田義徳（粵語配音：杜景煜）
性騷擾慣犯。
倉間 藍子 - 大後壽壽花 （粵語配音：姜嘉蕾）
押田的朋友。
押田 舞〈21〉 - 小倉優香（粵語配音：張惠雯）
女大學生。從人行天橋掉落死亡。
第2話
鄉龜 哲史 - 齋藤工
內衣癖。
早杉 千里〈42〉 - 水野美紀（粵語配音：王綺婷）
中學的國語教室。
打越 將也〈21〉 - 中川大志（粵語配音：譚禹晋）
中學時代對早杉有好感。夢想成為教師。
打越 悦子 ‐ 黑澤明日香 （粵語配音：冼詠儀）
將也的母親。
森 郁美 - 今田美櫻  （粵語配音：黃紫嫻）
大學生。將也的女朋友。
秋山 賢治 ‐ 水橋研二
事件發生時在早杉家的男人。
第3話
真下 誠 - 寺脇康文（粵語配音：梁志達）
即將退休的巡査部長。把靜香的屍體埋藏。
唯香 - 佐藤玲（粵語配音：石梓晴）
真下的小女兒。
静香 - 小野花梨（粵語配音：黃紫嫻）
真下的大女兒。
堀田 剛 - 柳俊太郎（粵語配音：鄧燦陽）
涉嫌殺人未遂被捕。
第4話
堤 祥子〈30〉- 高梨臨（粵語配音：姜嘉蕾）
高遠建設的員工。
高遠 玲奈〈30〉- 池端玲名（粵語配音：楊婉潼）
高遠建設社長女兒。與堤同期。
大山 昇〈37〉- 姜暢雄（粵語配音：蔡威賢）
建築師。高遠的未婚夫。從樓梯上掉落死亡。
男性 - 前野朋哉
堤和高遠的公司的警衛。
飯杉 真澄 - 飯豐萬理江（粵語配音：黃紫嫻）
堤和高遠的同事。
高遠 金太郎 ‐ 上杉祥三
玲奈的父親。
第5話
馬里奇  - 中川雅也
欺詐師。
宇津卷 京子 - 板谷由夏（粵語配音：王綺婷）
父親是前花道市長。
宇津卷 誠治 - 丸山智己（粵語配音：何家裕）
入贅宇津卷家。
宇津卷 真利奈 - 後藤由依良（粵語配音：楊婉潼）
宇津卷的女兒。
久松 - 木下鳳華（粵語配音：鄧燦陽）
花道署的刑警。
音島 可憐 ‐ 櫻井友紀（粵語配音：姜嘉蕾）
宇津卷的秘書。
菰野 源三郎 ‐ 品川徹
市議會議員。
宇津巻 喜平 ‐ 高橋元太郎
前花道市長。京子的父親。
第6話
貝取 勝平 - 新田真劍佑（粵語配音：鄧永健）
IT企業家。
星月 亘 - 辻萬長 （粵語配音：蔡威賢）
望遠鏡製造商「Star Moon」創業者。
星月 晃介 - 山中聰 （粵語配音：蔡威賢）
亘的兒子、光希的父親。
星月 光希〈11〉 - 新井美羽（粵語配音：楊婉潼）
亘的孫女、晃介的女兒。小學生。認為是貝取導致父親自殺、決定要殺死貝取。
天堂 英里 ‐ MEGUMI （粵語配音：張惠雯）
協助貝取的工作。
貝取的司機 ‐ 生田佳那
第7話
近江 繪理子 - 涼 （粵語配音：張惠雯）
一流設計公司的管理層。未婚。菅能的同級生。
三枝 優里 - 早見朱莉（粵語配音：石梓晴）
第8話
猿渡 愛實 - 市川由衣（粵語配音：冼詠儀）
沼田 徹 - 小林隆 （粵語配音：杜景煜）
西野 恵 - 宮田早苗
東 久美子 - 布施繪里 （粵語配音：謝穎茵）
須崎 忠 - 矢柴俊博
咖啡店店員 - 筧美和子（粵語配音：黃紫嫻）
酒店俱樂部「Pichi Pichi Girl」的媽媽桑 - 大島蓉子
酒店俱樂部「Pichi Pichi Girl」的女公關 - 久松郁實
酒店俱樂部「Pichi Pichi Girl」的女公關 - 芹那
第9話
藪田 恒男 - 渡邊哲 （粵語配音：蔡威賢）
藪田 波江 - 仁科亞季子 （粵語配音：謝穎茵）
藪田 晴男 - 鹿間康秀 （粵語配音：鄧永健）
石崎 春菜 - 二階堂富美 （粵語配音：楊婉潼）
寄道 - AKIRA （粵語配音：鄧燦陽）
子門 真佐子 - 真野惠里菜 （粵語配音：石梓晴）
女性官員 - 中村靜香 （粵語配音：黃紫嫻）
酒屋店主 - 松雪崇

### 製作團隊
- 原作 - 井浦秀夫（日语：井浦秀夫）
- 劇本 - 倉光泰子、大北遙（日语：大北はるか）、藤井清美（日语：藤井清美）、池上純哉（日语：池上純哉）、德永友一（日语：徳永友一）
- 音樂 - 菅野祐悟
- 主題曲 - WANIMA「ヒューマン」[25]（unBORDE）
- 製作人 - 藤野良太（日语：藤野良太）、高田雄貴（日语：高田雄貴）
- 導演 - 西谷弘（日语：西谷弘）、加藤裕將（日语：加藤裕将）、宮木正悟（日语：宮木正悟）
- 制作 - 富士電視台第一製作中心

### 播出日程
| 播出集數                                                     | 播出日期 | 日文標題                                               | 中文標題                                   | 導演     | 收視率 | 備註     |
| ------------------------------------------------------------ | -------- | ------------------------------------------------------ | ------------------------------------------ | -------- | ------ | -------- |
| 第1話                                                        | 10月12日 | 超適当偏屈自分勝手非常識遅刻常習犯KY問題児、だけど天才 | 超適當偏屈自私不合理遲到慣犯KY問題兒童天才 | 西谷弘   | 7.6%   | 延長15分 |
| 第2話                                                        | 10月19日 | 初恋愛情溺愛純愛                                       | 初戀愛情溺愛純愛                           | 西谷弘   | 5.8%   |          |
| 第3話                                                        | 10月26日 | 二面性                                                 | 二面性                                     | 加藤裕將 | 6.0%   |          |
| 第4話                                                        | 11月2日  | 秘密                                                   | 秘密                                       | 宮木正悟 | 6.3%   |          |
| 第5話                                                        | 11月9日  | 因縁寄生支配宿敵                                       | 因緣寄生支配宿敵                           | 西谷弘   | 6.4%   |          |
| 第6話                                                        | 11月16日 | 適当傲慢真剣勝負                                       | 適當傲慢認真決勝                           | 宮木正悟 | 6.7%   |          |
| 第7話                                                        | 11月23日 | 人生色々悲喜交々                                       | 人生多彩悲喜交集                           | 加藤裕將 | 5.9%   |          |
| 第8話                                                        | 11月30日 | 一日千秋一期一会                                       | 一日千秋一期一會                           | 宮木正悟 | 6.8%   |          |
| 第9話                                                        | 12月7日  | 弓神適当絶体絶命                                       | 弓神適當絕體絕命                           | 加藤裕將 | 6.9%   |          |
| 第10話                                                       | 12月14日 | 3か月ありがとう                                        | 3個月以來感謝你                            | 西谷弘   | 6.6%   |          |
| 平均收視率 6.50%（收視率由Video Research於關東地區進行統計） |          |                                                        |                                            |          |        |          |

### 獲獎項目
- 第10回CONFiDENCE日劇大獎（2017年秋季） [36]
  - 最佳作品獎
  - 最佳男主角獎（淺野忠信）
  - 最佳男配角獎（神木隆之介）

## 外部連結
- （日語）週四連續劇《刑事弓神》－富士電視台官方網站 （页面存档备份，存于）
- 豆瓣电影上《刑警弓神》的資料 （简体中文）

| 日本 富士電視台 木曜劇場                 | 日本 富士電視台 木曜劇場                       | 日本 富士電視台 木曜劇場 |
| ---------------------------------------- | ---------------------------------------------- | ------------------------ |
|                                          | 刑事弓神 （2017.10.12 - 2017.12.14）           |                          |
| 瑟西爾的企圖 （2017.07.13 - 2017.09.07） | 鄰居家的月亮比較圓 （2018.01.18 - 2018.03.22） |                          |

| 香港 ViuTV 星期六 20:30 - 21:30 · 2月17日 20:30 - 21:45 · 3月3日及17日 暫停播映 | 香港 ViuTV 星期六 20:30 - 21:30 · 2月17日 20:30 - 21:45 · 3月3日及17日 暫停播映 | 香港 ViuTV 星期六 20:30 - 21:30 · 2月17日 20:30 - 21:45 · 3月3日及17日 暫停播映 |
| ------------------------------------------------------------------------------- | ------------------------------------------------------------------------------- | ------------------------------------------------------------------------------- |
|                                                                                 | 刑事弓神 （2018.02.17 - 2018.05.05）                                            |                                                                                 |
| 黑色筆記本 （2017.12.02 - 2018.02.10）                                          | BORDER 贖罪 （2018.05.19）                                                      |                                                                                 |